# Residuo fisso
Il residuo fisso   è un parametro utilizzato per classificare le acque minerali e le acque potabili in generale. Solitamente espresso in mg/L, indica la quantità di sostanza solida perfettamente secca che rimane dopo aver fatto evaporare in una capsula di platino, previamente tarata, una quantità nota di acqua precedentemente filtrata.
Per determinare correttamente il residuo fisso, dopo l'evaporazione si riscalda la capsula a 100 °C fino a peso costante e poi si riscalda di nuovo a 180 °C nuovamente fino a peso costante (eliminando così i sali di ammonio più volatili ed alcune sostanze organiche). Si può poi riscaldarla ulteriormente a 500 °C distruggendo tutti i sali di ammonio, le sostanze organiche ed i nitrati. Il risultato si esprime in ppm (parti per milione) oppure in mg/l, specificando sempre a quale temperatura ci si riferisce (residuo fisso a 180 °C o residuo fisso a 500 °C).
In base al suo valore si distinguono:
- acque meteoriche (o minimamente mineralizzate): compreso tra 10 e 80 mg/L
- acque oligominerali: compreso tra 80 e 200 mg/L
- acque mediominerali: compreso tra 200 e 1.000 mg/L
- acque minerali (o ricche di sali minerali): superiore a 1.000 mg/L
- acque salate: superiore a 30.000 mg/L.